# 야레드 바예
야레드 바예 벨레이(암하라어: ያሬድ ባየህ በላይ, 1995년 1월 22일 ~ )는 에티오피아 프리미어리그의 바히르다르 케네마와 에티오피아 국가대표팀에서 센터백으로 활약하고 있는 에티오피아의 프로 축구 선수이다.

## 구단 경력

### 다셴 비어
바예는 다셴 비어에서 프로 생활을 시작했고 2015-16 에티오피아 프리미어리그에 데뷔했다.

### 파실 케네마
2016년 7월 1일, 바예는 파실 케네마와 계약을 맺었다. 이후, 그는 2020-21 에티오피아 프리미어리그에서 우승을 차지했다.

### 바히르다르 케네마
2022년 8월 12일, 바예는 그의 고향 클럽인 바히르다르 케네마와 계약했다.

## 국가대표팀 경력
2015년 11월 21일에 열린 르완다와의 CECAFA컵 경기에서 에티오피아 축구 국가대표팀 데뷔 전을 치렀고, 팀은 1-0으로 패했다.